# Hugh Elliot

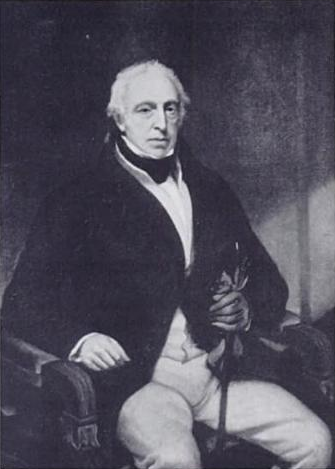
Hugh Elliot

Hugh Elliot (ur. 1752 zm. 1830) – brytyjski administrator kolonialny i ambasador.

## Życiorys
Hugh Elliot urodził się w 1752, jako drugi syn sir Gilberta Elliota, i młodszy brat Gilberta Elliot-Murray-Kynynmound, 1. hrabiego Minto. Hugh i Gilbert byli kształceni razem, początkowo przez domowego preceptora, a od 1764 do 1766 w Paryżu, gdzie poznali takie osobistości jak: David Hume i Mirabeau, z którym Hugh zaprzyjaźnił się. W 1768, mając 16 lat, Hugh rozpoczął studia w Oxfordzie, by potem dokończyć edukację jako oficer w Metz.
W wieku lat 18, Hugh Elliot został rosyjskim oficerem i walczył z Turkami na Bałkanach. Według legendy rodzinnej miał przepłynąć Dunaj trzymając się ogona kozackiego konia.
W wieku lat 21 (1773), dzięki wpływom ojca, został brytyjskim posłem w Bawarii. W 1777 został ambasadorem w Prusach. Zyskał tam reputacje człowieka o wielkim poczuciu humoru i bardzo towarzyskiego. Starał się nie dopuścić do sukcesów dyplomacji kolonistów amerykańskich w Berlinie. Udało mu się nawet wykraść ich dokumenty.
W Berlinie ożenił się po raz pierwszy. Gdy żona zdradziła go, wyzwał kochanka na pojedynek., w którym sam został ranny, ale kochanek jego żony przeprosił go listownie. Skandal zaciążył na jego karierze. Nigdy np. nie został podniesiony do szlacheckiego stanu.
Elliot służył jako ambasador brytyjski w latach 1783-1789 w Kopenhadze, gdzie starał się łagodzić antagonizmy duńsko-szwedzkie.
W 1787, jako ambasador brytyjski w Danii, odwiedził Paryż, gdzie Erik Magnus Staël von Holstein przekonał go by bronił szwedzkich racji przed brytyjskim parlamentem.
W 1792 został ambasadorem w Dreźnie. Nieco wcześniej ożenił się z 20 lat młodszą Margaret. Mieli 11 dzieci, z których wszystkie dożyły wieku dorosłego, co było wtedy rzadkością.
W 1803 Elliot został wysłany do Neapolu, gdzie służył do 1806.
Elliot był abolicjonistą. Jako gubernator Leeward Islands, doprowadził do skazania i egzekucji Arthura Hodge'a za zamordowanie niewolnika, a jego brat Lord Auckland był autorem Slave Trade Act z 1807.
Lady Elliot Island w Queenslandzie w Australii, nosi imię żony gubernatora.